# Folkdräkter från Ångermanland
Det här är en förteckning över folkdräkter från Ångermanland. Ångermanland har 37 dräkter, 30 kvinnodräkter och 7 mansdräkter.
I tabellen nedan ses en förteckning över de 37 ångermanländska folkdräkterna. I tabellen ses var dräkten kommer ifrån, om det är en kvinno- eller mansdräkt, om den är dokumenterad, rekonstruerad eller komponerad, när den återupptogs i bruk, om det finns varianter samt ytterplagg. Tabellen bygger på Ulla Centergrans inventering av folkdräkter i Sverige 1988-1993, som publicerades i bokform av Nämnden för hemslöjdsfrågor och LRF:s kulturråd 1993. Syftet var att underlätta för den som ville skaffa sig en egen dräkt att lättare få en överblick över de som fanns. Då landskapsgränser och länsgränser inte sammanfaller anges län i tabellen.
| Län                 | Dräkt                     | Kön    | Ursprung      | Återupptogs          | Finns varianter | Ytterplagg | Källa |
| Västernorrlands län | Anundsjö                  | Kvinna | Dokumenterad  | 1922, omarbetad 1978 | Ja              |            | [ 1 ] |
| Västernorrlands län | Arnäs                     | Kvinna | Rekonstruerad | 1930                 | Ja              |            | [ 1 ] |
| Västernorrlands län | Arnäs                     | Man    | Komponerad    | 1930                 |                 | Tröja      | [ 1 ] |
| Västernorrlands län | Bjärtrå                   | Kvinna | Dokumenterad  | 1913-1922            |                 |            | [ 1 ] |
| Västernorrlands län | Björna                    | Kvinna | Rekonstruerad | 1922                 |                 |            | [ 1 ] |
| Västernorrlands län | Edsele                    | Kvinna | Rekonstruerad | 1913-22              |                 |            | [ 1 ] |
| Västernorrlands län | Gideå                     | Kvinna | Komponerad    | 1980-talet           |                 |            | [ 1 ] |
| Västernorrlands län | Gideå                     | Man    | Komponerad    | 1980-talet           |                 |            | [ 1 ] |
| Västernorrlands län | Graninge                  | Kvinna | Komponerad    | 1984                 |                 |            | [ 1 ] |
| Västernorrlands län | Grundsunda                | Kvinna | Rekonstruerad | 1922                 |                 |            | [ 1 ] |
| Västernorrlands län | Gudmundrå                 | Kvinna | Rekonstruerad | 1913-1922            |                 |            | [ 1 ] |
| Västernorrlands län | Helgum                    | Kvinna | Komponerad    | 1984                 |                 |            | [ 1 ] |
| Västernorrlands län | Junsele                   | Kvinna | Rekonstruerad | 1913-1922            |                 |            | [ 1 ] |
| Västernorrlands län | Junsele                   | Man    | Dokumenterad  | 1926                 |                 |            | [ 1 ] |
| Västernorrlands län | Långsele                  | Kvinna | Dokumenterad  | 1913-1922            | Ja              |            | [ 1 ] |
| Västernorrlands län | Multrå                    | Kvinna | Komponerad    | 1987                 |                 |            | [ 1 ] |
| Västernorrlands län | Nora                      | Kvinna | Rekonstruerad | 1930                 |                 |            | [ 1 ] |
| Västernorrlands län | Nordingrå                 | Kvinna | Dokumenterad  | 1922                 |                 |            | [ 1 ] |
| Västernorrlands län | Näsåker                   | Kvinna | Dokumenterad  | 1922                 |                 |            | [ 1 ] |
| Västernorrlands län | Nätra                     | Kvinna | Rekonstruerad | 1922                 |                 |            | [ 1 ] |
| Västernorrlands län | Ramsele                   | Kvinna | Rekonstruerad | 1913-1922            |                 |            | [ 1 ] |
| Västernorrlands län | Ramsele                   | Man    | Rekonstruerad | 1980-talet           |                 | Tröja      | [ 1 ] |
| Västernorrlands län | Resele                    | Kvinna | Rekonstruerad | 1913-1922            |                 |            | [ 1 ] |
| Västernorrlands län | Sidensjö                  | Kvinna | Rekonstruerad | 1922                 |                 |            | [ 1 ] |
| Västernorrlands län | Själevad                  | Kvinna | Rekonstruerad | 1922                 |                 |            | [ 1 ] |
| Västernorrlands län | Skorped                   | Kvinna | Rekonstruerad | 1922                 |                 |            | [ 1 ] |
| Västernorrlands län | Stigsjö                   | Kvinna | Rekonstruerad | 1922                 |                 |            | [ 1 ] |
| Västernorrlands län | Säbrå                     | Kvinna | Rekonstruerad | 1969                 |                 |            | [ 1 ] |
| Västernorrlands län | Ullånger                  | Kvinna | Dokumenterad  | 1936, omarbetad 1970 |                 |            | [ 1 ] |
| Västernorrlands län | Ångermanland (hela länet) | Man    | Komponerad    | 1913-1922            |                 |            | [ 1 ] |
| Jämtlands län       | Fjällsjö                  | Kvinna | Rekonstruerad | 1913-1922            |                 |            | [ 1 ] |
| Jämtlands län       | Tåsjö                     | Kvinna | Rekonstruerad | 1913-1922            |                 |            | [ 1 ] |
| Västerbottens län   | Bjurholm                  | Kvinna | Komponerad    | 1955                 |                 |            | [ 1 ] |
| Västerbottens län   | Hörnefors                 | Kvinna | Komponerad    | 1953                 |                 |            | [ 1 ] |
| Västerbottens län   | Hörnefors                 | Man    | Komponerad    | 1951                 |                 |            | [ 1 ] |
| Västerbottens län   | Nordmaling                | Kvinna | Komponerad    | 1951                 |                 |            | [ 1 ] |
| Västerbottens län   | Nordmaling                | Man    | Komponerad    | 1975                 |                 |            | [ 1 ] |